# 1287
Portal Geschichte | Portal Biografien | Aktuelle Ereignisse | Jahreskalender | Tagesartikel

◄ |
12. Jahrhundert |
13. Jahrhundert
| 14. Jahrhundert | ►

◄ |
1250er |
1260er |
1270er |
1280er
| 1290er | 1300er | 1310er | ►

◄◄ |
◄ |
1283 |
1284 |
1285 |
1286 |
1287
| 1288 | 1289 | 1290 | 1291 | ► | ►►
Staatsoberhäupter  · Nekrolog
| Januar | Januar | Januar | Januar | Januar | Januar | Januar | Januar |
| Kw     | Mo     | Di     | Mi     | Do     | Fr     | Sa     | So     |
| ------ | ------ | ------ | ------ | ------ | ------ | ------ | ------ |
| 1      |        |        | 1      | 2      | 3      | 4      | 5      |
| 2      | 6      | 7      | 8      | 9      | 10     | 11     | 12     |
| 3      | 13     | 14     | 15     | 16     | 17     | 18     | 19     |
| 4      | 20     | 21     | 22     | 23     | 24     | 25     | 26     |
| 5      | 27     | 28     | 29     | 30     | 31     |        |        |

| Februar | Februar | Februar | Februar | Februar | Februar | Februar | Februar |
| Kw      | Mo      | Di      | Mi      | Do      | Fr      | Sa      | So      |
| ------- | ------- | ------- | ------- | ------- | ------- | ------- | ------- |
| 5       |         |         |         |         |         | 1       | 2       |
| 6       | 3       | 4       | 5       | 6       | 7       | 8       | 9       |
| 7       | 10      | 11      | 12      | 13      | 14      | 15      | 16      |
| 8       | 17      | 18      | 19      | 20      | 21      | 22      | 23      |
| 9       | 24      | 25      | 26      | 27      | 28      |         |         |

| März | März | März | März | März | März | März | März |
| Kw   | Mo   | Di   | Mi   | Do   | Fr   | Sa   | So   |
| ---- | ---- | ---- | ---- | ---- | ---- | ---- | ---- |
| 9    |      |      |      |      |      | 1    | 2    |
| 10   | 3    | 4    | 5    | 6    | 7    | 8    | 9    |
| 11   | 10   | 11   | 12   | 13   | 14   | 15   | 16   |
| 12   | 17   | 18   | 19   | 20   | 21   | 22   | 23   |
| 1    | 24   | 25   | 26   | 27   | 28   | 29   | 30   |
| 14   | 31   |      |      |      |      |      |      |

| April | April | April | April | April | April | April | April |
| Kw    | Mo    | Di    | Mi    | Do    | Fr    | Sa    | So    |
| ----- | ----- | ----- | ----- | ----- | ----- | ----- | ----- |
| 14    |       | 1     | 2     | 3     | 4     | 5     | 6     |
| 15    | 7     | 8     | 9     | 10    | 11    | 12    | 13    |
| 16    | 14    | 15    | 16    | 17    | 18    | 19    | 20    |
| 17    | 21    | 22    | 23    | 24    | 25    | 26    | 27    |
| 18    | 28    | 29    | 30    |       |       |       |       |

| Mai | Mai | Mai | Mai | Mai | Mai | Mai | Mai |
| Kw  | Mo  | Di  | Mi  | Do  | Fr  | Sa  | So  |
| --- | --- | --- | --- | --- | --- | --- | --- |
| 18  |     |     |     | 1   | 2   | 3   | 4   |
| 19  | 5   | 6   | 7   | 8   | 9   | 10  | 11  |
| 20  | 12  | 13  | 14  | 15  | 16  | 17  | 18  |
| 21  | 19  | 20  | 21  | 22  | 23  | 24  | 25  |
| 22  | 26  | 27  | 28  | 29  | 30  | 31  |     |

| Juni | Juni | Juni | Juni | Juni | Juni | Juni | Juni |
| Kw   | Mo   | Di   | Mi   | Do   | Fr   | Sa   | So   |
| ---- | ---- | ---- | ---- | ---- | ---- | ---- | ---- |
| 22   |      |      |      |      |      |      | 1    |
| 23   | 2    | 3    | 4    | 5    | 6    | 7    | 8    |
| 24   | 9    | 10   | 11   | 12   | 13   | 14   | 15   |
| 25   | 16   | 17   | 18   | 19   | 20   | 21   | 22   |
| 26   | 23   | 24   | 25   | 26   | 27   | 28   | 29   |
| 27   | 30   |      |      |      |      |      |      |

| Juli | Juli | Juli | Juli | Juli | Juli | Juli | Juli |
| Kw   | Mo   | Di   | Mi   | Do   | Fr   | Sa   | So   |
| ---- | ---- | ---- | ---- | ---- | ---- | ---- | ---- |
| 27   |      | 1    | 2    | 3    | 4    | 5    | 6    |
| 2    | 7    | 8    | 9    | 10   | 11   | 12   | 13   |
| 29   | 14   | 15   | 16   | 17   | 18   | 19   | 20   |
| 30   | 21   | 22   | 23   | 24   | 25   | 26   | 27   |
| 31   | 28   | 29   | 30   | 31   |      |      |      |

| August | August | August | August | August | August | August | August |
| Kw     | Mo     | Di     | Mi     | Do     | Fr     | Sa     | So     |
| ------ | ------ | ------ | ------ | ------ | ------ | ------ | ------ |
| 31     |        |        |        |        | 1      | 2      | 3      |
| 32     | 4      | 5      | 6      | 7      | 8      | 9      | 10     |
| 33     | 11     | 12     | 13     | 14     | 15     | 16     | 17     |
| 34     | 18     | 19     | 20     | 21     | 22     | 23     | 24     |
| 35     | 25     | 26     | 27     | 28     | 29     | 30     | 31     |

| September | September | September | September | September | September | September | September |
| Kw        | Mo        | Di        | Mi        | Do        | Fr        | Sa        | So        |
| --------- | --------- | --------- | --------- | --------- | --------- | --------- | --------- |
| 36        | 1         | 2         | 3         | 4         | 5         | 6         | 7         |
| 37        | 8         | 9         | 10        | 11        | 12        | 13        | 14        |
| 38        | 15        | 16        | 17        | 18        | 19        | 20        | 21        |
| 39        | 22        | 23        | 24        | 25        | 26        | 27        | 28        |
| 40        | 29        | 30        |           |           |           |           |           |

| Oktober | Oktober | Oktober | Oktober | Oktober | Oktober | Oktober | Oktober |
| Kw      | Mo      | Di      | Mi      | Do      | Fr      | Sa      | So      |
| ------- | ------- | ------- | ------- | ------- | ------- | ------- | ------- |
| 40      |         |         | 1       | 2       | 3       | 4       | 5       |
| 41      | 6       | 7       | 8       | 9       | 10      | 11      | 12      |
| 42      | 13      | 14      | 15      | 16      | 17      | 18      | 19      |
| 43      | 20      | 21      | 22      | 23      | 24      | 25      | 26      |
| 44      | 27      | 28      | 29      | 30      | 31      |         |         |

| November | November | November | November | November | November | November | November |
| Kw       | Mo       | Di       | Mi       | Do       | Fr       | Sa       | So       |
| -------- | -------- | -------- | -------- | -------- | -------- | -------- | -------- |
| 44       |          |          |          |          |          | 1        | 2        |
| 45       | 3        | 4        | 5        | 6        | 7        | 8        | 9        |
| 46       | 10       | 11       | 12       | 13       | 14       | 15       | 16       |
| 47       | 17       | 18       | 19       | 20       | 21       | 22       | 23       |
| 48       | 24       | 25       | 26       | 27       | 28       | 29       | 30       |

| Dezember | Dezember | Dezember | Dezember | Dezember | Dezember | Dezember | Dezember |
| Kw       | Mo       | Di       | Mi       | Do       | Fr       | Sa       | So       |
| -------- | -------- | -------- | -------- | -------- | -------- | -------- | -------- |
| 49       | 1        | 2        | 3        | 4        | 5        | 6        | 7        |
| 50       | 8        | 9        | 10       | 11       | 12       | 13       | 14       |
| 51       | 15       | 16       | 17       | 18       | 19       | 20       | 21       |
| 52       | 22       | 23       | 24       | 25       | 26       | 27       | 28       |
| 1        | 29       | 30       | 31       |          |          |          |          |

| Januar | Januar | Januar | Januar | Januar | Januar | Januar | Januar |
| Kw     | Mo     | Di     | Mi     | Do     | Fr     | Sa     | So     |
| ------ | ------ | ------ | ------ | ------ | ------ | ------ | ------ |
| 1      |        |        | 1      | 2      | 3      | 4      | 5      |
| 2      | 6      | 7      | 8      | 9      | 10     | 11     | 12     |
| 3      | 13     | 14     | 15     | 16     | 17     | 18     | 19     |
| 4      | 20     | 21     | 22     | 23     | 24     | 25     | 26     |
| 5      | 27     | 28     | 29     | 30     | 31     |        |        |

| Februar | Februar | Februar | Februar | Februar | Februar | Februar | Februar |
| Kw      | Mo      | Di      | Mi      | Do      | Fr      | Sa      | So      |
| ------- | ------- | ------- | ------- | ------- | ------- | ------- | ------- |
| 5       |         |         |         |         |         | 1       | 2       |
| 6       | 3       | 4       | 5       | 6       | 7       | 8       | 9       |
| 7       | 10      | 11      | 12      | 13      | 14      | 15      | 16      |
| 8       | 17      | 18      | 19      | 20      | 21      | 22      | 23      |
| 9       | 24      | 25      | 26      | 27      | 28      |         |         |

| März | März | März | März | März | März | März | März |
| Kw   | Mo   | Di   | Mi   | Do   | Fr   | Sa   | So   |
| ---- | ---- | ---- | ---- | ---- | ---- | ---- | ---- |
| 9    |      |      |      |      |      | 1    | 2    |
| 10   | 3    | 4    | 5    | 6    | 7    | 8    | 9    |
| 11   | 10   | 11   | 12   | 13   | 14   | 15   | 16   |
| 12   | 17   | 18   | 19   | 20   | 21   | 22   | 23   |
| 1    | 24   | 25   | 26   | 27   | 28   | 29   | 30   |
| 14   | 31   |      |      |      |      |      |      |

| April | April | April | April | April | April | April | April |
| Kw    | Mo    | Di    | Mi    | Do    | Fr    | Sa    | So    |
| ----- | ----- | ----- | ----- | ----- | ----- | ----- | ----- |
| 14    |       | 1     | 2     | 3     | 4     | 5     | 6     |
| 15    | 7     | 8     | 9     | 10    | 11    | 12    | 13    |
| 16    | 14    | 15    | 16    | 17    | 18    | 19    | 20    |
| 17    | 21    | 22    | 23    | 24    | 25    | 26    | 27    |
| 18    | 28    | 29    | 30    |       |       |       |       |

| Mai | Mai | Mai | Mai | Mai | Mai | Mai | Mai |
| Kw  | Mo  | Di  | Mi  | Do  | Fr  | Sa  | So  |
| --- | --- | --- | --- | --- | --- | --- | --- |
| 18  |     |     |     | 1   | 2   | 3   | 4   |
| 19  | 5   | 6   | 7   | 8   | 9   | 10  | 11  |
| 20  | 12  | 13  | 14  | 15  | 16  | 17  | 18  |
| 21  | 19  | 20  | 21  | 22  | 23  | 24  | 25  |
| 22  | 26  | 27  | 28  | 29  | 30  | 31  |     |

| Juni | Juni | Juni | Juni | Juni | Juni | Juni | Juni |
| Kw   | Mo   | Di   | Mi   | Do   | Fr   | Sa   | So   |
| ---- | ---- | ---- | ---- | ---- | ---- | ---- | ---- |
| 22   |      |      |      |      |      |      | 1    |
| 23   | 2    | 3    | 4    | 5    | 6    | 7    | 8    |
| 24   | 9    | 10   | 11   | 12   | 13   | 14   | 15   |
| 25   | 16   | 17   | 18   | 19   | 20   | 21   | 22   |
| 26   | 23   | 24   | 25   | 26   | 27   | 28   | 29   |
| 27   | 30   |      |      |      |      |      |      |

| Juli | Juli | Juli | Juli | Juli | Juli | Juli | Juli |
| Kw   | Mo   | Di   | Mi   | Do   | Fr   | Sa   | So   |
| ---- | ---- | ---- | ---- | ---- | ---- | ---- | ---- |
| 27   |      | 1    | 2    | 3    | 4    | 5    | 6    |
| 2    | 7    | 8    | 9    | 10   | 11   | 12   | 13   |
| 29   | 14   | 15   | 16   | 17   | 18   | 19   | 20   |
| 30   | 21   | 22   | 23   | 24   | 25   | 26   | 27   |
| 31   | 28   | 29   | 30   | 31   |      |      |      |

| August | August | August | August | August | August | August | August |
| Kw     | Mo     | Di     | Mi     | Do     | Fr     | Sa     | So     |
| ------ | ------ | ------ | ------ | ------ | ------ | ------ | ------ |
| 31     |        |        |        |        | 1      | 2      | 3      |
| 32     | 4      | 5      | 6      | 7      | 8      | 9      | 10     |
| 33     | 11     | 12     | 13     | 14     | 15     | 16     | 17     |
| 34     | 18     | 19     | 20     | 21     | 22     | 23     | 24     |
| 35     | 25     | 26     | 27     | 28     | 29     | 30     | 31     |

| September | September | September | September | September | September | September | September |
| Kw        | Mo        | Di        | Mi        | Do        | Fr        | Sa        | So        |
| --------- | --------- | --------- | --------- | --------- | --------- | --------- | --------- |
| 36        | 1         | 2         | 3         | 4         | 5         | 6         | 7         |
| 37        | 8         | 9         | 10        | 11        | 12        | 13        | 14        |
| 38        | 15        | 16        | 17        | 18        | 19        | 20        | 21        |
| 39        | 22        | 23        | 24        | 25        | 26        | 27        | 28        |
| 40        | 29        | 30        |           |           |           |           |           |

| Oktober | Oktober | Oktober | Oktober | Oktober | Oktober | Oktober | Oktober |
| Kw      | Mo      | Di      | Mi      | Do      | Fr      | Sa      | So      |
| ------- | ------- | ------- | ------- | ------- | ------- | ------- | ------- |
| 40      |         |         | 1       | 2       | 3       | 4       | 5       |
| 41      | 6       | 7       | 8       | 9       | 10      | 11      | 12      |
| 42      | 13      | 14      | 15      | 16      | 17      | 18      | 19      |
| 43      | 20      | 21      | 22      | 23      | 24      | 25      | 26      |
| 44      | 27      | 28      | 29      | 30      | 31      |         |         |

| November | November | November | November | November | November | November | November |
| Kw       | Mo       | Di       | Mi       | Do       | Fr       | Sa       | So       |
| -------- | -------- | -------- | -------- | -------- | -------- | -------- | -------- |
| 44       |          |          |          |          |          | 1        | 2        |
| 45       | 3        | 4        | 5        | 6        | 7        | 8        | 9        |
| 46       | 10       | 11       | 12       | 13       | 14       | 15       | 16       |
| 47       | 17       | 18       | 19       | 20       | 21       | 22       | 23       |
| 48       | 24       | 25       | 26       | 27       | 28       | 29       | 30       |

| Dezember | Dezember | Dezember | Dezember | Dezember | Dezember | Dezember | Dezember |
| Kw       | Mo       | Di       | Mi       | Do       | Fr       | Sa       | So       |
| -------- | -------- | -------- | -------- | -------- | -------- | -------- | -------- |
| 49       | 1        | 2        | 3        | 4        | 5        | 6        | 7        |
| 50       | 8        | 9        | 10       | 11       | 12       | 13       | 14       |
| 51       | 15       | 16       | 17       | 18       | 19       | 20       | 21       |
| 52       | 22       | 23       | 24       | 25       | 26       | 27       | 28       |
| 1        | 29       | 30       | 31       |          |          |          |          |

## Ereignisse

### Politik und Weltgeschehen

#### Krone Aragón/Königreich Sizilien

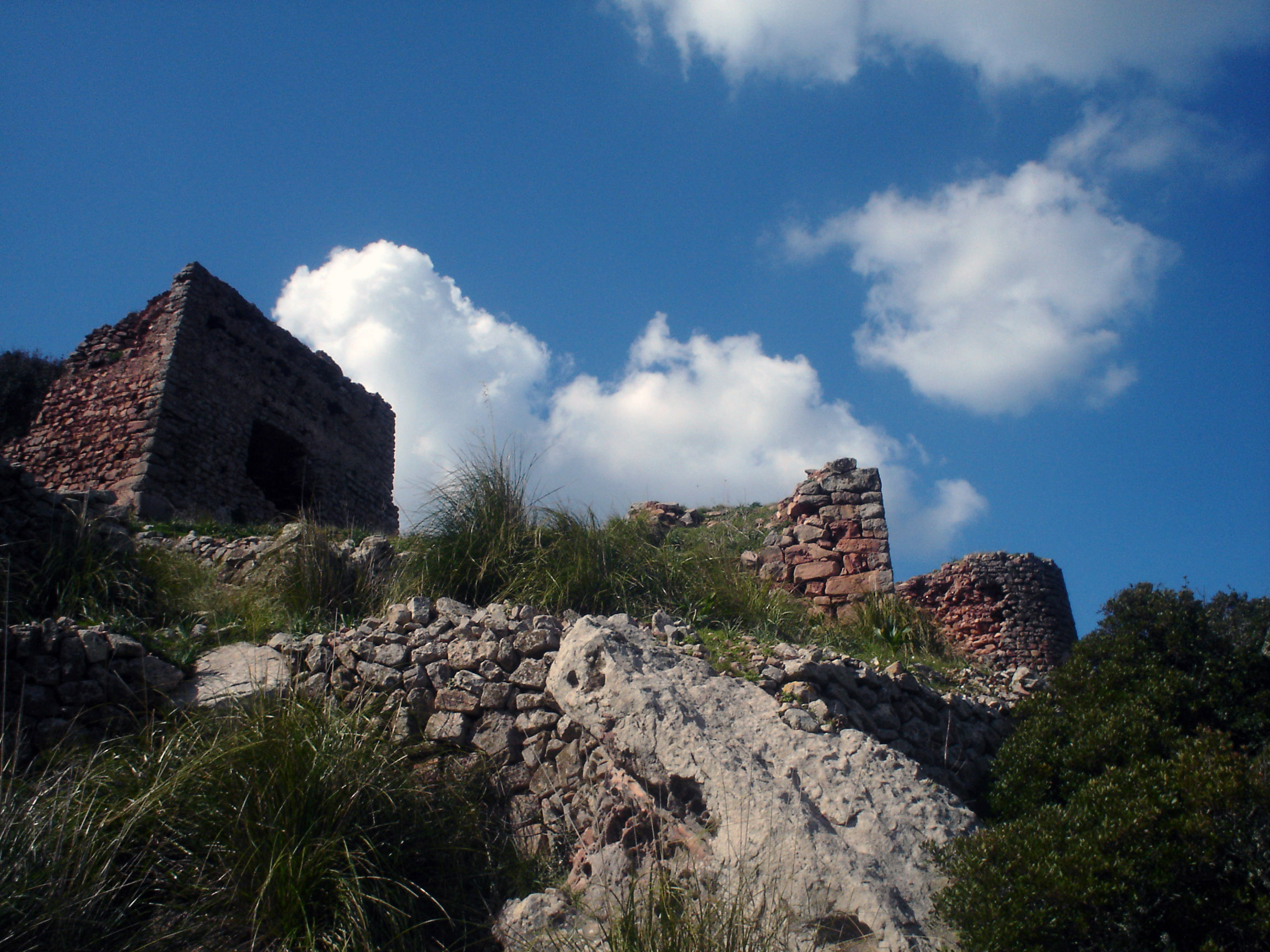
Die Ruinen der muslimischen Festung Sen Ageinz, das heutige Castell de Santa Àgueda

- 5. bis 21. Januar: Menorca, die letzte Insel der Balearen, die sich unter muslimischer Herrschaft befindet, wird von Alfons III. von Aragón in wenigen Tagen erobert. Nach einem entscheidenden Sieg des christlichen Heeres am 17. Januar ziehen sich die Reste des muslimischen Heeres in die Festung Sen Ageinz zurück, wo am 21. Januar durch Abu Umar ibn Said, den letzten Herrscher der Almohaden, die Kapitulationsurkunde unterzeichnet wird. Er darf mit 200 Begleitern die Insel verlassen.
- 22. April: Herzog Robert von Artois, der für Karl II. von Anjou auf Sizilien die Regentschaft führt, nimmt Agosta ein. Die Stadt wird aber kurz danach von der Flotte Jakobs von Aragón belagert und kapituliert Ende Juni nach der Niederlage bei Castellamare.
- 23. Juni: Zweite Seeschlacht bei Castellamare: Die aragonesische Flotte unter Ruggiero di Lauria besiegt in der Bucht vor Neapel die angevinische Flotte Karls II.
- 28. Dezember: Im Privilegio general de la Unión wird im Königreich Aragonien das Recht verbrieft, einen König abzusetzen, der das bereits aus dem Jahr 1283 stammende Privilegio general nicht respektiert.

#### Heiliges Römisches Reich
- März: König Rudolf I. verkündet einen Allgemeinen Landfrieden im Heiligen Römischen Reich.
- Juni: in Siena entwenden die vereinten Adligen der Ghibellinen und Guelfen erneut dem Magistrat des Volkes (Popolo) die Macht. Der Rat der Neun ersetzt jetzt den Rat der Vierundzwanzig.
- Herbst: Nach einem Aufstand der Wiener Patrizier, die um ihre Privilegien fürchten, beginnt Herzog Albrecht I. von Österreich mit der Belagerung der Stadt.
- Dezember: Der Ghibelline Matteo I. Visconti wird mit Hilfe seines Onkels, des Erzbischofs Ottone Visconti, in Mailand zum Capitano del Popolo (Volkskapitän) gewählt. Während seiner Amtszeit kommt es zu einer bedeutenden räumlichen Ausbreitung der Stadt.

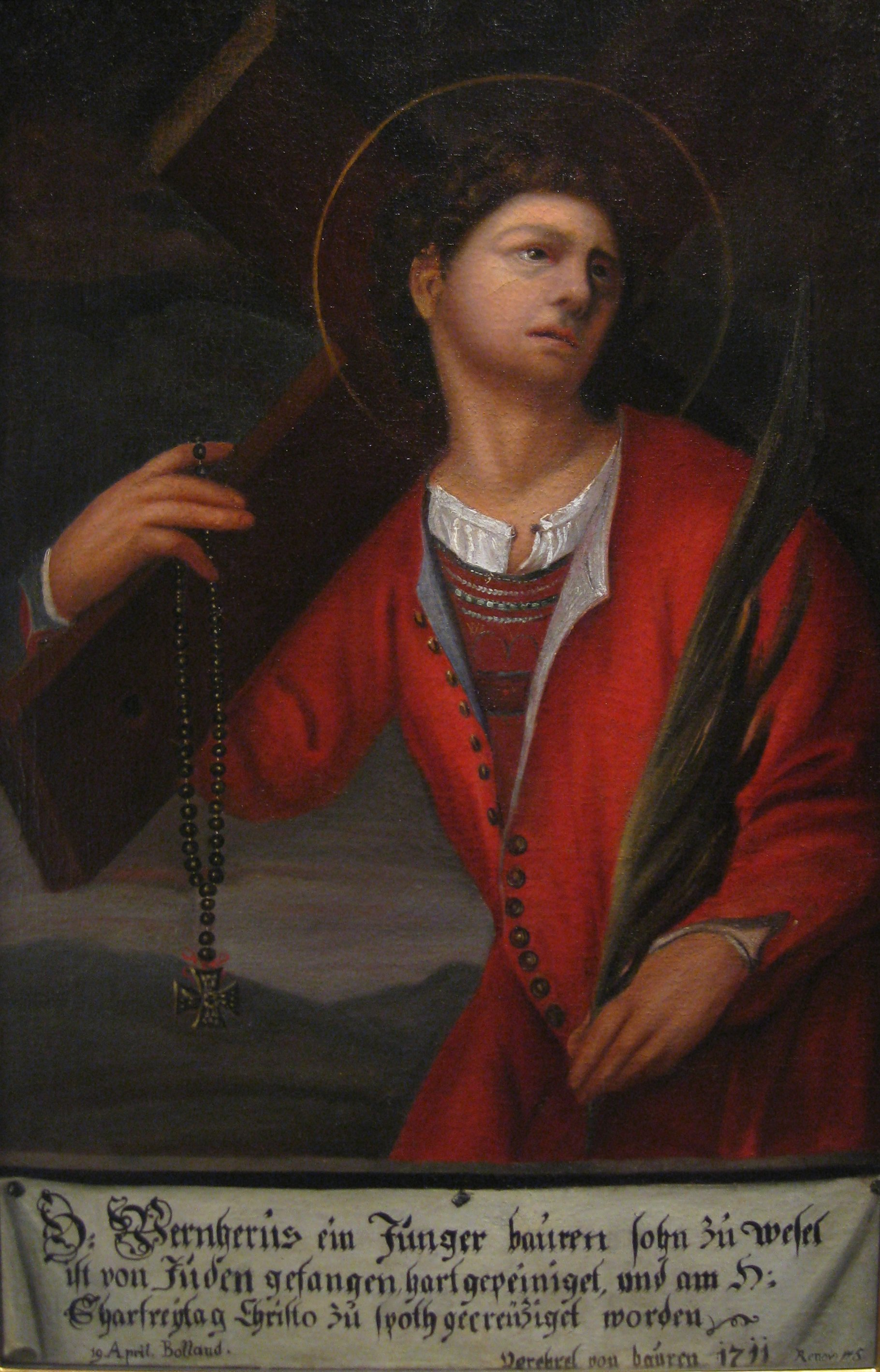
Werner von Oberwesel, Gemälde im Jüdischen Museum Berlin

- Der ungeklärte Tod des 16-jährigen Werner von Oberwesel in der Nähe von Bacharach am Mittelrhein führt nach gezielt gestreuten Ritualmordgerüchten, die von zeittypischen christlich-antijudaistischen Vorurteilen gesteuert werden, zu flächendeckenden Pogromwellen gegen die Juden entlang des Rheins, an der schließlich über 100 Orte zwischen Emmerich (Niederrhein) und Winterthur (Oberrhein) beteiligt sind. Die jüdischen Gemeinden wenden sich daraufhin an König Rudolf I., der von der Grundlosigkeit der Beschuldigungen überzeugt ist. Er legt den Mördern der Juden eine Geldbuße auf und befiehlt, die Leiche Werners zu verbrennen, um einer weiteren Verehrung vorzubeugen. Diese Anweisung wird jedoch nicht befolgt.
- Eberhard I. von der Mark zerstört Burg Rauendahl, die vermutlich einem Hardenberger gehört, der die Gegend als Raubritter unsicher macht.

#### Weitere Ereignisse in Europa
- 10. September: Der nestorianische Mönch Rabban Bar Sauma, der vom iranischen Ilkhan Arghun als Botschafter in den Westen entsandt wurde, trifft in Paris ein, wo er vom französischen König Philipp IV. empfangen wird. Ende Oktober-Anfang November begegnet er in Bordeaux dem englischen König Eduard I. Trotz der freundlichen Aufnahme erhält er keine verbindliche Zusage auf militärische Hilfe.
- Guido II. de la Roche wird Herzog von Athen. Da er noch unmündig ist übernimmt seine Mutter Helena Angelina Komnenos die Regierungsgeschäfte. Das Herzogtum Athen erreicht seinen Höhepunkt.
- Nach der Abdankung von Tuda Möngke wird Tulabugha Khan der Goldenen Horde (bis 1290).

#### Asien
- 20. April: Der Mamelukensultan Qalawun entreißt Latakia den Johannitern.
- Juli: Nach dem Tode Balbans wird sein Enkel Muizz ud-Din Kaiqabad durch die Unterstützung des Ministers Nizam ud-Din Sultan von Delhi. Bughra, der Vater von Kaiqabad, erlangt als Nasiruddin Mahmud in Bengalen die Unabhängigkeit.
- Die Mongolen der chinesischen Yuan-Dynastie unter Kublai Khan erobern die birmanische Königsstadt Bagan. König Narathihapate muss fliehen, der Mythos von Bagan als Brücke zwischen Himmel und Erde ist damit endgültig zerstört. Zahlreiche Tempel sind während der Kämpfe für den Bau einer Stadtmauer abgerissen worden. Das von Bagan aus regierte Reich zerfällt in mehrere Kleinstaaten. In Oberburma herrschen jetzt die Shan, Unterburma gerät wieder unter die Kontrolle der Mon.
- Der Mongole Qaidu Khan schmiedet einen Prinzenbund (darunter der Nestorianer Nayan) gegen Kublai Khan. Dieser kann in der Mandschurei nur unter¨Mühen zerschlagen werden.

#### Stadtrechte und urkundliche Ersterwähnungen
- Rudolf von Habsburg verleiht Idstein das Stadtrecht.
- Erste Erwähnung von Drochtersen, Tamm und Weiskirchen

### Religion
- Das Generalkapitel der Dominikaner in Bordeaux legt fest, dass (aufgrund von Studentenunruhen) in Paris die Schuldigen in ihre Provinzen zurückgesandt werden.
- Petrus Johannis Olivi wird von dem elften Generalminister der Franziskaner, Matthäus von Acquasparta, als Lektor an das Ordensstudium San Croce in Florenz berufen.

### Kultur

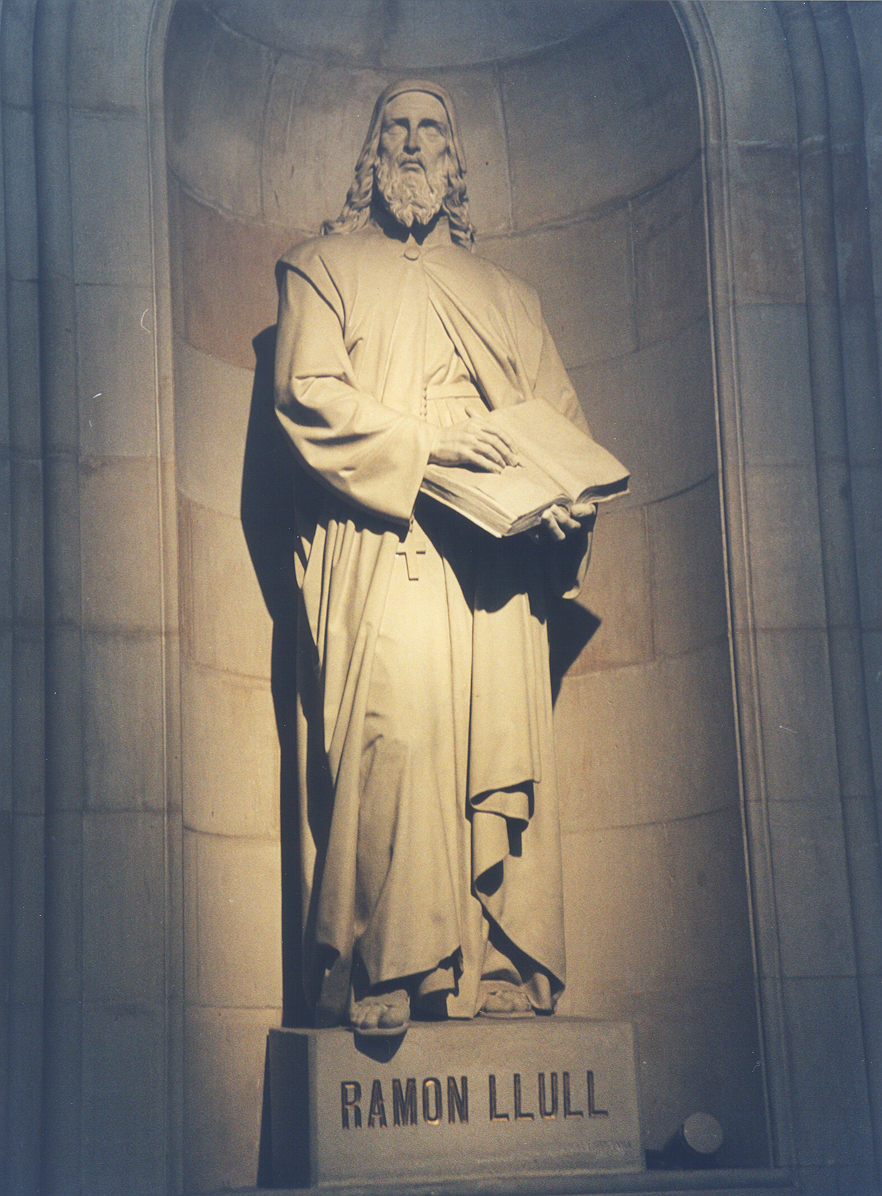
Raimundus-Lullus-Denkmal, Haupthalle der Universität Barcelona

- Raimundus Lullus (Doctor illuminatus) beendet Blanquerna, einen philosophischen Roman in katalanischer Sprache (begonnen 1282).

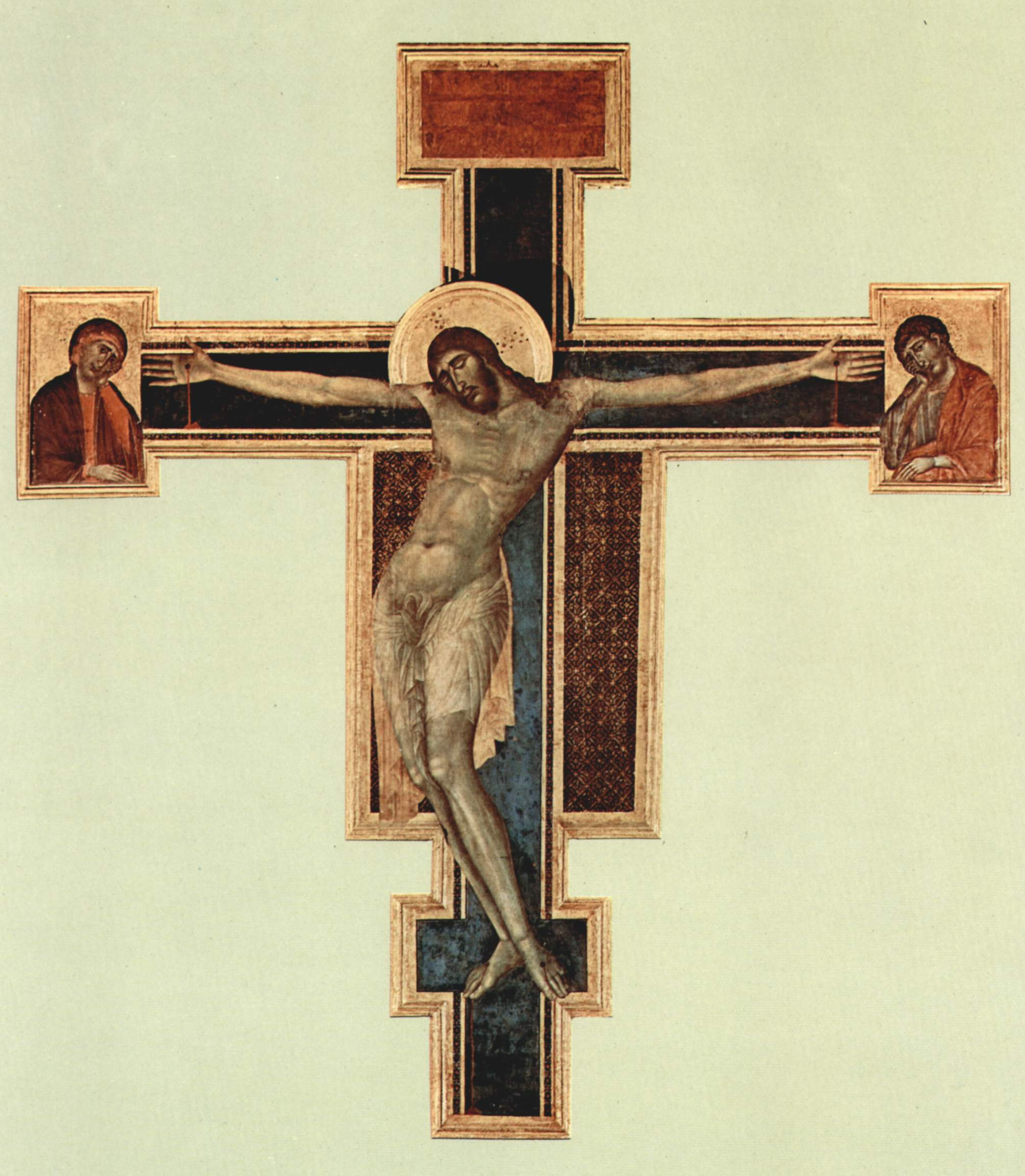
Kruzifix von Cimabue

- Cimabue malt die Kreuzigung, zu sehen in Santa Croce in Florenz.

### Katastrophen
- August: Ein Erdbeben in der Bretagne zerstört einen Großteil der Stadt Vannes (Anmerkung: das Beben fand möglicherweise auch schon 1286 statt).
- 14. Dezember: Die Luciaflut bricht über East Anglia, die Zuiderzee und die deutsche Nordseeküste herein, ca. 50.000 Menschen sterben.

### Natur und Umwelt
- Deutschland: Warme Witterung, weshalb viel guter Wein gekeltert wird
- Frankreich: Im Land herrscht strenge Sommerdürre, zahlreiche Quellen, Brunnen und Wasserläufe fallen vollkommen trocken.

## Geboren

### Geburtsdatum gesichert
- 24. Januar: Richard Aungerville, Bischof von Durham und englischer Lordkanzler († 1345)
- 25. April: Roger Mortimer, 1. Earl of March, englischer Adeliger und de facto Herrscher von England († 1330)
- 24. Juni: John Giffard, 2. Baron Giffard, englischer Adeliger und Rebell († 1322)
- 1. November: Nasr, Emir von Granada († 1322)

### Genaues Geburtsdatum unbekannt
- um den 1. April: Margaret de Clare, anglo-irische Adelige († 1333)
- April: Ibn Nubata, arabischer Dichter († 1366)
- Friedrich IV., Burggraf von Nürnberg († 1332)
- Gaston I., Graf von Foix († 1315)
- Guy de Penthièvre, Graf von Penthièvre († 1331)
- John Hastings, englischer Adeliger († 1325)
- Robert III., Graf von Artois († 1342)
- Sibyllina Biscossi, italienische Terziarin des Predigerordens († 1367)
- Ulrich V., Graf von Pfannberg († 1354)
- Luchino Visconti, Regent von Mailand († 1349)

## Gestorben

### Todesdatum gesichert
- 12./18. Februar: Pierre d’Oron, Bischof von Sitten
- 3. April: Giacomo Savelli, unter dem Namen Honorius IV. Papst (* um 1210)
- 11. April: Gebhard, Bischof von Brandenburg
- 29. August: Thomas de Clare, englischer Adeliger
- 31. August: Konrad von Würzburg, deutscher Lyriker, Epiker und didaktischer Dichter (* zw. 1220 und 1230)
- 19. Oktober: Bohemund VII., Titulargraf von Antiochia, Graf von Tripolis (* 1261)
- 21. Oktober: Stephen Bersted, Bischof von Chichester
- 13. November: Berthold II. von Sternberg, Bischof von Würzburg

### Genaues Todesdatum unbekannt
- August: William de Munchensi, englischer Adeliger und Rebell (* um 1235)
- vor 20. Dezember: William Ferrers, englischer Adeliger (* um 1240)
- Agnes von Bourbon, Gräfin von Artois
- Aziz ad-Din Nasafi, Sufi
- Bernhard I., Fürst von Anhalt-Bernburg (* 1218)
- Friedrich III., Graf von Leiningen
- Hu Sansheng, chinesischer Historiker (* 1230)
- Nikolaus Donin, französischer Franziskaner
- Siemomysław, Herzog von Kujawien (* 1245/48)
- Werner von Oberwesel, angebliches Opfer eines jüdischen Ritualmords (* 1271)
- William de Braose, Bischof von Llandaff.
- Wilhelm I. de la Roche, Herzog von Athen
- Ingeborg Eriksdatter, Königin von Norwegen (* um 1244)
- John de Vaux, englischer Adliger und Beamter
- Dharmapala Rakshita, Oberhaupt der Sakyapa, einer Schule des tibetischen Buddhismus (* 1268)
- Narathihapate, Herrscher von Bagan im nördlichen Birma (* 1238)

### Gestorben um 1287
- 1286/1287: Gruffydd ap Gwenwynwyn, Lord des walisischen Fürstentums Powys (* vor 1216)
- 1286, 1287 oder 1306: Adam de la Halle, französischer Dichter, Komponist und Troubadour (* um 1237)